# USS Point Cruz (CVE-119)
Le USS Point Cruz (CVE-119) (ex-Trocadero Bay) était un porte-avions d'escorte de classe Commencement Bay de la marine américaine construit par le chantier naval Todd-Pacific à Tacoma dans l'État de Washington. Il fut en service actif le 16 octobre 1945.

## Historique
Après ses essais en mer, l'USS Point Cruz a mené des qualifications de pilote au large de la côte ouest d'octobre 1945 à mars 1946. Par la suite, il a transporté des avions vers des bases avancées à WestPac. Il est entré au chantier naval de Puget Sound le 3 mars 1947 pour inactivation et a été désarmé le 30 juin 1947. Puis il est entré dans la Flotte de Réserve Pacifique à Bremerton.

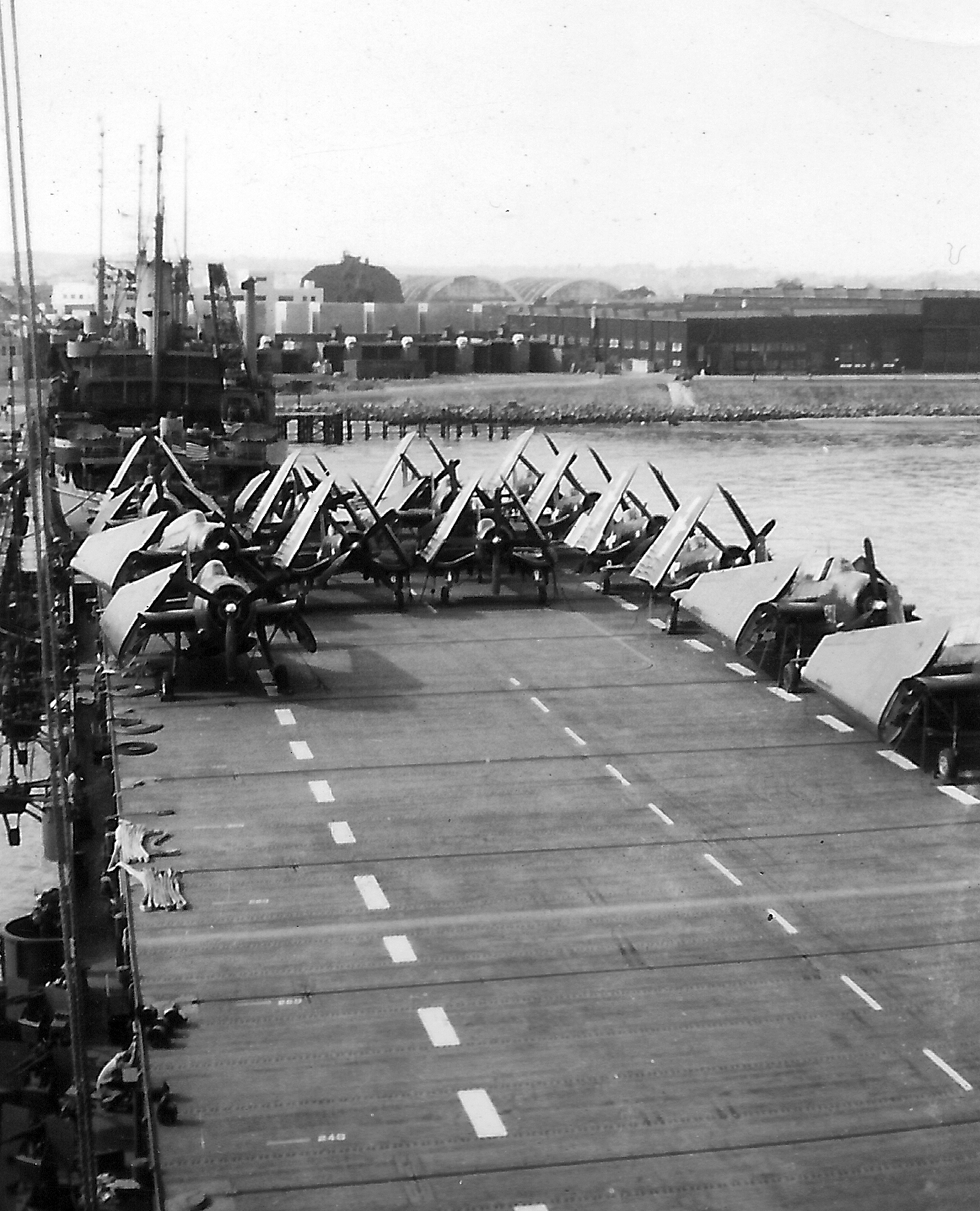
Pont du Point Cruz en nov. 1945

Après le début des hostilités en Corée, le navire a été activé et remis en service le 26 juillet 1951. Il a quitté Bremerton le 4 janvier 1953 après des opérations côtières et une révision en profondeur le modifiant pour l'utiliser comme chasseur de lutte anti-sous-marine. Pendant le transit vers San Diego, Point Cruz a été endommagé lors d'une violente tempête du Pacifique et les réparations ont nécessité plusieurs mois.
Basé à Sasebo, au Japon, le Point Cruz a patrouillé le long des côtes coréennes au printemps 1953. Après l'armistice, il servit de base à un escadron d'hélicoptères qui participa à l'opération "Operation Platform ", transportant par avion des troupes indiennes vers la zone tampon de Panmunjeom pour superviser l'échange de prisonniers de guerre. Il retourna à San Diego fin décembre 1953 et, après une formation et une révision supplémentaire, se déploya à nouveau à WestPac en avril 1954. En Extrême-Orient, le porte-avions a servi de navire de commandement pour la Carrier Division 17 sous le contre-amiral James Sargent Russell.
Le navire est retourné à San Diego en novembre 1954 et s'est déployé à nouveau en août 1955. Il a quitté Yokosuka fin janvier 1956 et est arrivé à Long Beach, en Californie, début février pour être inactivé au chantier naval de Puget Sound. Désarmé le 31 août 1956, le CVE-119 est replacé dans la flotte de réserve du Pacifique. Alors qu'il était dans un statut de réserve, il a été redésigné en transport aérien, AKV-19, le 17 mai 1957.
Il a été réactivé le 23 août 1965 et placé sous le contrôle opérationnel du Military Sealift Command sous le nom d' USNS Point Cruz (T-AKV-19) en septembre 1965. En tant que ferry, il a fourni soutien logistique aux forces américaines en Asie du Sud-Est. Il a été mis hors service le 16 octobre 1969, rayée de la liste de la marine le 15 septembre 1970 et vendue à la ferraille en 1971.